# Pietro Monaco (incisore)
Pietro Monaco (più propriamente Monego, attestato anche come Monacho; Belluno, 1707 – Venezia, 9 giugno 1772) è stato un incisore e mosaicista italiano.

## Biografia

### Origini e formazione
Figlio del carpentiere Jacopo e di Maria Panciera, nacque in una famiglia originaria di Fusine in Valzoldana. Non conosciamo la precisa data di nascita, ma ci è noto il giorno del battesimo, avvenuto il 22 settembre 1707.
Per molto tempo si è creduto che si fosse trasferito a Venezia verso il 1732, dopo aver compiuto l'apprendistato in terraferma. Studi più recenti ritengono che avesse raggiunto la laguna tra il 1718 e il 1722 dove fu introdotto all'arte dallo zio Tommaso Monaco. Effettivamente, in occasione del matrimonio con Marina Giulia Crivellari (che gli diede tredici figli) dichiarò di essersi portato a Venezia da bambino per fare il garzone.
Nel 1743 fu padrino di battesimo del figlio di Giovanni Battista Brustolon, celebre incisore come lui di origini bellunesi.

### Attività di incisore
Nel 1732 appare già come un incisore affermato, tanto da partecipare con trenta disegni alla riedizione dei primi sei volumi del Thesaurus antiquatum Romanarum di Johann Georg Graeve. Nel 1735, con l'uscita dei successivi sei tomi, portò solo quattro opere, ma gliene sono attribuite altre quarantasei. Nello stesso anno incise il Ritratto di Daniele Bragadin, procuratore di San Marco.
Nel 1737 realizzò il frontespizio dell'Utriusque thesauri antiquitatum Romanarum Graecarumque nova supplementa di Giovanni Poleni, in cui rappresentò, su disegno di Giovanni Battista Tiepolo, Minerva con un putto che regge lo scudo.
Nel 1738 risulta condurre una propria bottega in contrada San Leonardo.
Nel 1739 mandò alle stampe le prime incisioni che sarebbero poi state riunite nella Raccolta di centododici stampe di pitture della storia sacra, la sua opera più famosa.
Nel 1744, spronato da Giuseppe Zocchi, realizzò un'incisione per La scelta di XXIV vedute delle principali contrade, piazze, chiese e palazzi della città di Firenze e altri sei per le Vedute delle ville e d'altri luoghi della Toscana.
Nel 1746 diede alle stampe un'edizione arricchita della Raccolta. Nello stesso anno realizzò, su disegni di Giuseppe Contenti, trenta vignette per il Poema parabolico di Jacopo Antonio Sanvitale.
Nel 1748 prese parte alla pubblicazione delle Memorie istoriche della gran cupola del tempio vaticano, curata dal marchese Giovanni Poleni su commissione di papa Benedetto XIV.
Dovrebbero essere sue ventidue delle incisioni contenute in Ecclesiae Venetae antiquis monumentis, anche se una sola è firmata. Suo anche un ritratto della contessa Paola Rubbi, basato su un dipinto di Bartolomeo Nazari e pubblicato nel 1750 nelle Private disavventure d’una donna di spirito.
Nel 1751 realizzò il ritratto di Ludovico Antonio Muratori per le Dissertazioni sopra le antichità italiane e quello di Jacopo Sansovino (su disegno del Tiziano per la Vita di m. Jacopo Sansovino.
Nello stesso periodo iniziò la collaborazione con il pittore Pietro Antonio Novelli: nel 1753 produsse tredici rami basati su suoi disegni (più un quattordicesimo da Bartolomeo Nazari) per i Versi sciolti di tre eccellenti moderni autori; nove altre incisioni si ritrovano nei Componimenti poetici in occasione che la nobil donzella Cecilia Barbaro veste l’abito di San Benedetto (edita nel 1787).
Un'altra incisione finì nella Lettera del santissimo signor nostro Benedetto papa XIV al nobile uomo Flaminio Cornaro (1754) e altre settantasette furono pubblicate ne L’arte del blasone dichiarata per alfabeto (1756).
Per le Notizie storiche delle chiese e monasteri di Venezia, e di Torcello tratte dalle chiese veneziane, e torcellane, dato alle stampe nel 1758, presentò alcuni rami già presenti in Ecclesiae Venetae e altri sette di inediti. Nello stesso anno realizzò dodici incisioni per Venezia favorita da Maria; le stesse, con altre 38 di analogo soggetto, furono ripubblicate nel 1761 nelle Notizie storiche delle apparizioni, e delle immagini più celebri di Maria Vergine Ss. nella città e dominio di Venezia.
Nel 1763 diede alle stampe l'edizione definitiva della Raccolta, con riproduzioni non solo di dipinti antichi, ma anche contemporanei come quelli di Giovanni Battista Piazzetta, Giovanni Battista Tiepolo, Sebastiano Ricci, Giovanni Battista Pittoni e Angelo Trevisani. Originale anche l'ordinamento delle opere, basato sulla data di realizzazione dell'incisione e non sul racconto biblico. Come testimoniato dalle lettere con il conte Giacomo Carrara, la Raccolta servì al Monaco anche per pubblicizzare la propria collezione, essendo anche mercante d'arte. Nel 1772, all'indomani della morte della sua morte, essa fu ripubblicata da Innocente Alessandri e Pietro Scattaglia; nuove edizioni si ebbero per i tipi di Teodoro Viero (1789) e a Milano (attorno al 1819-1822).
Nel 1769 realizzò 21 rami firmati per le Tabulae anatomicae di Bartolomeo Eustachi e alcuni lavori per i Componimenti poetici scritti in occasione delle nozze tra i nobili Pier Girolamo Lion Cavazza e Isabella Gritti. Nel 1770 disegnò l’antiporta dei Componimenti poetici redatti in occasione dell'entrata di Elisabetta Astori nel monastero di San Sepolcro.
Dopo la sua morte, avvenuta dopo due mesi di malattia, uscirono alcune opere postume, come quelle incluse nei Ritratti delli più celebri pittori della scola veneziana antichi e moderni nuovamente raccolti e pubblicati del 1787.
Si cimentò anche nell'ornamento delle peote, le barche addobbate a festa per gli eventi cittadini. Per esempio, in occasione della regata indetta per Edoardo Augusto di York (4 giugno 1764) ideò un'imbarazione con il carro di Venere trainato da quattro colombe, mentre per quella in onore di Carlo Eugenio del Württemberg disegnò una nave a tema esotico con il trionfo dell'imperatore cinese.

### Attività di mosaicista
Nel 1750 venne accettata la sua candidatura a mosaicista per la basilica di San Marco. Il 6 settembre successivo fu messo alla prova presentando una piccola pala a mosaico con l'Elemosina di sant'Antonio diegnata da Giovanni Battista Tiepolo. Venne chiamato anche di restaurare il Profeta Daniele sopra una degli ingressi della controfacciata (vi lasciò la firma). Finalmente, nell'aprile 1751, fu assunto, con i figli Giacomo e Girolamo quali apprendisti.
Il 21 agosto 1756 venne chiamato a restaurare i mosaici della cattedrale di Torcello, mentre nel 1757 realizzò una pala a mosaico con San Lorenzo Giustiniani in estasi, collocata a Murano nell'ospizio per le vedove dei maestri vetrai.
Dalla già citata collaborazione con il Novelli, nel 1766 ultimò, da un'opera dello stesso, una pala a mosaico per la chiesa di Santa Maria Nova.
Tra il 1767 e il 1769 si verificò un'interruzione dei lavori a San Marco che lo spinse, per ragioni economiche, a dedicarsi con maggiore intensità all'attività di incisore. Ripresero verso la fine del 1770, ma morì lasciandoli incompiuti.